# Agege
Agege è una delle aree a governo locale (local government areas) in cui è suddiviso lo stato di Lagos, nella Repubblica Federale della Nigeria. Si estende su una superficie di 11,2 km² e conta una popolazione di 459.939 abitanti.